# 巴克納 (肯塔基州)
巴克納（英語：Buckner）是位於美國肯塔基州奧爾德姆縣的一個人口普查指定地區。

## 人口
根據2020年美國人口普查的數據，巴克納的面積為22.83平方千米，當中陸地面積為22.37平方千米，而水域面積為0.46平方千米。當地共有人口5785人，而人口密度為每平方千米253.39人。